# 郑矼
郑矼，字信仲，宋朝福建福州闽县人，武状元。他于南宋高宗绍兴二十四年（1154年）甲戌科武状元登第。他的弟弟郑磁是绍兴二十一年辛未榜的武举人。